# Concerto Suite for Electric Guitar and Orchestra
Concerto Suite for Electric Guitar and Orchestra (también conocido como Concerto Suite for Electric Guitar and Orchestra in E Flat Minor Op.1) es un álbum del guitarrista sueco Yngwie J. Malmsteen, lanzado en 1998 a través de Spitfire Records. El álbum se compone de una orquesta sinfónica, acompañada de la guitarra eléctrica líder de Malmsteen. La parte orquestal fue interpretada por la Orquesta Filarmónica de la República Checa.

## Lista de canciones
Todas las canciones escritas y compuestas por Yngwie J. Malmsteen. 
| N.º | Título                 | Duración |  |
| 1.  | «Icarus Dream Fanfare» | 5:15     |  |
| 2.  | «Cavallino Rampante»   | 3:58     |  |
| 3.  | «Fugue»                | 3:38     |  |
| 4.  | «Prelude to April»     | 2:43     |  |
| 5.  | «Toccata»              | 3:58     |  |
| 6.  | «Andante»              | 4:19     |  |
| 7.  | «Sarabande»            | 3:22     |  |
| 8.  | «Allegro»              | 1:30     |  |
| 9.  | «Adagio»               | 3:09     |  |
| 10. | «Vivace»               | 4:50     |  |
| 11. | «Presto Vivace»        | 3:39     |  |
| 12. | «Finale»               | 1:50     |  |

## Personal
- Yngwie Malmsteen - Guitarras
- Orquesta Filarmónica Checa - Ensamble de música clásica